# Borovice pokroucené, Lyell Fork, Merced
Borovice pokroucené, Lyell Fork, Merced (původní název: Lodgepole Pines, Lyell Fork of the Merced River, Yosemite National Park) je černobílá fotografie pořízená Anselem Adamsem v roce 1921. Je to jedna z fotografií, kterou pořídil na začátku své kariéry, kdy následoval piktorialismus, styl inspirovaný malbou, ale který brzy opustil pro realističtější přístup k fotografii. Tato fotografie s názvem A Grove of Tamarack Pine byla zahrnuta do jeho portfolia Parmelian Prints of the High Sierras, vydaného v roce 1927, a je také známá pod tímto názvem. 

## Historie a popis
Fotografie je jednou z několika v piktoralistickém stylu, který v této době Adams pořídil v Yosemitském národním parku . Rachel McLean Sailorová popisuje tuto sérii snímků jako „romantickou formou, přenášející konkrétní místa na místa jemně osvětlená, snová“. 
Existuje několik tisků této fotografie, někdy s jejich alternativním názvem, držených ve sbírkách několika muzeí umění, jako jsou například: Národní galerie ve Washingtonu, Washington, DC, Metropolitní muzeum umění, New York, Losangeleské muzeum umění, New Mexico Museum of Art, Santa Fe a Australská národní galerie, Canberra.   